# 新垵站
新垵站（廈門話：/sin˧˧ uã˥˥/）位于中华人民共和国福建省厦门市海沧区新阳北路地下，是厦门轨道交通2号线的地铁车站，于2019年12月25日开通运营。

## 邻近车站
- 长庚医疗财团法人廈門長庚醫院